# Вожучин
Вожучин (пол. Wożuczyn) — село в Польщі, у гміні Рахані Томашівського повіту Люблінського воєводства. Населення — 768 осіб (2011). Розташоване на Закерзонні (в історичному Надсянні).

## Історія
За даними етнографічної експедиції 1869—1870 років під керівництвом Павла Чубинського, у селі здебільшого проживали римо-католики, меншою мірою — греко-католики, які розмовляли польською мовою.
У 1975—1998 роках село належало до Замойського воєводства.

## Демографія
Демографічна структура станом на 31 березня 2011 року:
|          | Загалом | Допрацездатний вік | Працездатний вік | Постпрацездатний вік |
| -------- | ------- | ------------------ | ---------------- | -------------------- |
| Чоловіки | 387     | 74                 | 259              | 54                   |
| Жінки    | 381     | 60                 | 207              | 114                  |
| Разом    | 768     | 134                | 466              | 168                  |